# Norbert Blum (Bildhauer)
Norbert Blum (* 1938 in Novi Sad; † 9. Oktober 2009) war ein deutscher Bildhauer und Hochschullehrer.

## Leben und Werk
Der Sohn eines Kaufmanns und Holzschnitzers übersiedelte mit seiner Familie in das heutige Thüringen, wo er bis 1952 die Schule in Wünschendorf/Elster besuchte. Er studierte ab 1958 an der Kunsthochschule Berlin-Weißensee bei Waldemar Grzimek und nach dessen Weggang von 1961 bis 1963 bei Heinrich Drake. Nach dem Diplomabschluss arbeitete er in Berlin-Prenzlauer Berg als freischaffender Bildhauer. Mit Arno Fischer, Peter Flierl (* 1929), Hans Gutheil (1931–2023), Margret Middell, Friedrich Nostitz, Solweig Steller (* 1942), Werner Stötzer und Peter Voigt gehörte er zum Kollektiv für die bildhauerische, bildkünstlerische und architektonische Gestaltung des Marx-Engels-Forums Berlin und erhielt dafür mit diesem 1986 den Nationalpreis II. Klasse für Kunst und Literatur.
Blum war bis 1990 Mitglied des Verbands Bildender Künstler der DDR.
Er hatte bis zur Emeritierung eine Professur für künstlerische Grundlagen an der Kunsthochschule Berlin-Weißensee. Einer seiner Schüler war Thomas K. Müller. Blum war u. a. an den Bildhauersymposien 2000 und 2004 im Oderbruch lehrend beteiligt. Er verbrachte seinen Ruhestand in Biesdorf bei Wriezen und starb 2009.

## Werke (Auswahl)

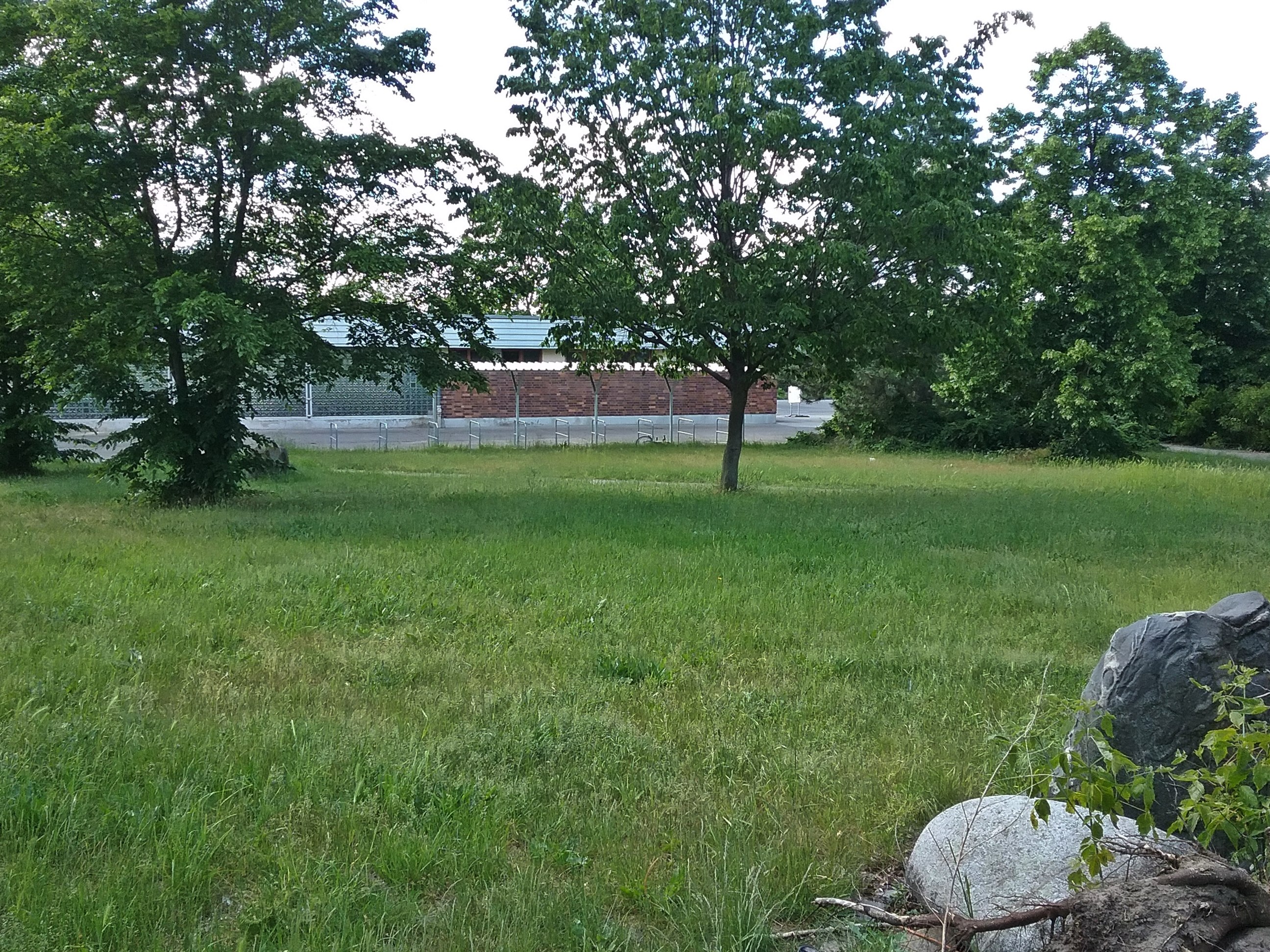
Rechts vorn sind Teile der Findlingsgruppen zu sehen.

- 1967: Frau von Bodecker, Porträtbüste, Gips; auf der VI. Deutschen Kunstausstellung
- 1987: Drei Findlingsgruppen, zweimal zwei Steine, einmal drei Steine; sie sind wie ein Dreieck angeordnet, Berlin-Marzahn, Raoul-Wallenberg-Str. Ecke Märkische Allee; die Oberflächen sind feinst künstlerisch bearbeitet, die Rundungen und die Materialität sind betont.[5][6]

## Ausstellungen (Auswahl)

### Einzelausstellungen
- 1974: Berlin, Galerie am Prater
- 1999: Berlin, Inselgalerie (mit Eva Mücke)
- 2000: Berlin (mit Friedrich Porsdorf)

### Teilnahme an zentralen und wichtigen regionalen Ausstellungen in der DDR
- 1967/1968 und 1987/1988: Dresden, VI. Deutsche Kunstausstellung und X. Kunstausstellung der DDR
- 1969: Halle (Saale), Bezirkskunstausstellung